# Kurilenstraße
Die Kurilenstraße (auch Erste Kurilenstraße, russisch Первый Курильский пролив; Perwy Kurilski proliw; jap. 占守海峡, „Schumschu-Straße“) ist eine 12,4 km breite Meerenge zwischen der nordöstlichsten Kurileninsel Schumschu und Kap Lopatka, der Südspitze der Halbinsel Kamtschatka, gelegen. Sie bildet den nördlichsten Seeweg zwischen dem Ochotskischen Meer und dem Pazifischen Ozean.